# Tablettes astrologiques de Grand
Les tablettes astrologiques de Grand (ou tablettes zodiacales de Grand) sont un artéfact découvert sur le site archéologique de Grand.

## Description
En 1967 et 1968, quatre tablettes d'ivoire formant deux diptyques sont trouvées dans le puits « Jean Duvaux » : un diptyque est conservé au musée départemental des Vosges à Épinal, l’autre au musée des antiquités nationales de Saint-Germain-en-Laye.
Les tablettes semblent avoir été brisées de façon intentionnelle (188 morceaux). Elles témoignent de la tradition égyptienne de la fin de la période ptolémaïque ou du début de la domination romaine et des influences orientales qui se répandent en Gaule, surtout à compter de la fin du IIe siècle. Les noms des décans sont retranscrits en copte ancien au moyen de caractères grecs.
Ces tablettes, réservées aux spécialistes, servaient de support à l'établissement d'horoscopes ainsi que pour l'astrologie médicale. Cela servait également à des rites magiques, approches complémentaires dans l'Antiquité.